# Loma Grande (Teksas)
Loma Grande je naseljeno mjesto za statističke potrebe u američkoj saveznoj državi Teksas. Prema popisu stanovništva iz 2010. u njemu je živjelo 107 stanovnika.